# Eva
|  | Aquest article tracta sobre el personatge bíblic. Si cerqueu la pel·lícula, vegeu «EVA (pel·lícula de 2011)». |

Eva (hebreu: חַוָּה, Ħauwà‎; àrab: حواء, Hawāʾ; grec antic: Εὕα; llatí: Ēva o Hēva) és una figura del Llibre del Gènesi de la Bíblia hebrea. Segons la història de l'origen de les religions abrahàmiques, va ser la primera dona creada per Déu. Eva també és coneguda com l'esposa d'Adam.
El segon capítol del Gènesi exposa que Eva va ser creada per Déu (Jahvè) a partir de la costella d'Adam, per ser la companya d'Adam. Adam s'encarrega de vigilar i mantenir el jardí abans de la seva creació; ella no és present quan Déu ordena a Adam que no mengi el fruit prohibit, tot i que és clar que ella era conscient de l'ordre. Decideix menjar el fruit prohibit de l'arbre del coneixement del bé i del mal després d'escoltar l'argument de la serp que li diu que menjar aquest fruit no la mataria sinó que li aportaria beneficis. Comparteix el fruit amb Adam, i abans que poguessin menjar de l'arbre de la vida, són expulsats del Jardí de l'Edèn. Les esglésies cristianes difereixen sobre com veuen tant la desobediència d'Adam com Eva a Déu (sovint anomenada caiguda de l'home), i les conseqüències que aquestes accions van tenir sobre la resta de la humanitat (el pecat original).
L' Església Catòlica per tradició antiga reconeix Eva com a santa, al costat d'Adam, i la tradicional festa litúrgica dels Sants Adam i Eva se celebra el 24 de desembre des de l'Edat Mitjana a moltes nacions europees, incloent-hi Estònia, Alemanya, Hongria, Lituània i les nacions escandinaves.

## Etimologia

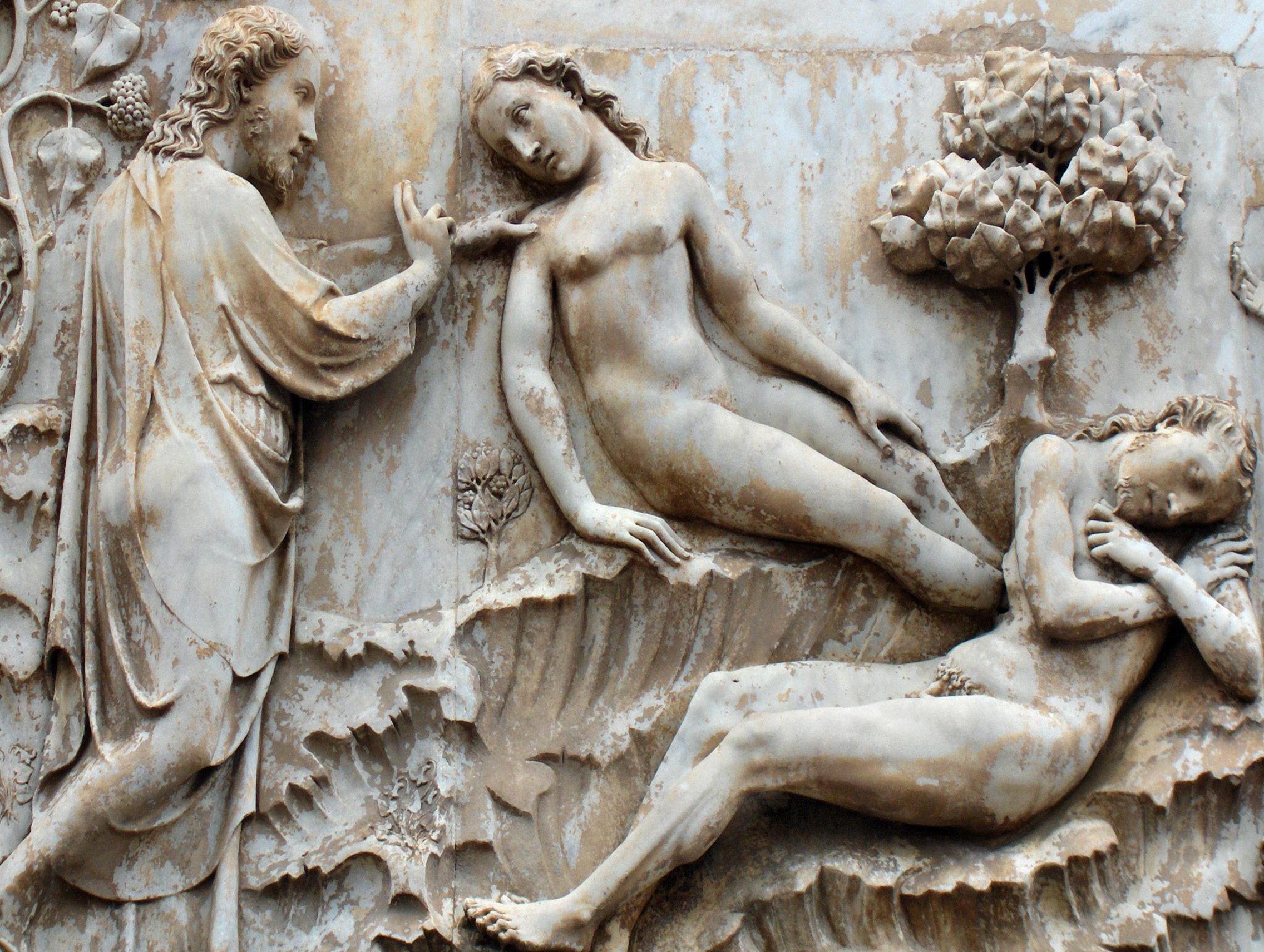
Creació d'Eva, relleu de marbre de Lorenzo Maitani a la catedral d'Orvieto, Itàlia.

"Eva" en hebreu és "Ḥawwāh" i més comunament es creu que significa "viure" o "font de vida", ja que fonèticament és similar a "ḥāyâ", "viure", de l'arrel Semítica ḥyw.
Hawwāh s'ha comparat amb la deessa hurrita Ḫepat, que es mostrava a les cartes d'Amarna per ser adorada a Jerusalem durant l'edat de bronze final. S'ha suggerit que el nom d'Ḫebat pot derivar de Kug-bau, una dona que va ser la primera governant de la Tercera Dinastia de Kix.
S'ha suggerit que el nom hebreu Eva (חַוָּה) també té una semblança una paraula aramea per a "serp" (arameu antic חוה; arameu חִוְיָא). L'origen d'aquesta hipòtesi etimològica és el joc de paraules rabínic present en Gènesi Rabbah 20:11, utilitzant la semblança entre Heb Ḥawwāh i Aram ḥiwyāʾ. Malgrat el seu ús ideològic rabínic, erudits com Julius Wellhausen i Theodor Nöldeke van defensar la seva rellevància etimològica.
Gerda Lerner postula que la història del naixement d'Eva a partir de la costella d'Adam pot haver-se originat en el mite mesopotàmic d'Enki i Ninhursag. En aquest mite, Enki menja plantes verinoses que li causen malalties. La seva dona, Ninhursag, crea llavors diverses deïtats per curar cadascuna d'aquestes malalties. Un d'ells, Ninti, està destinat a curar la costella d'Enki. El nom de Ninti significa tant «la dama de la costella» com «la dama de la vida». Aquesta associació de costella i vida és semblant a la que es troba a Eva, el nom de la qual està lligat a la vida i que va néixer d'una costella.

## En el Gènesi

### Creació

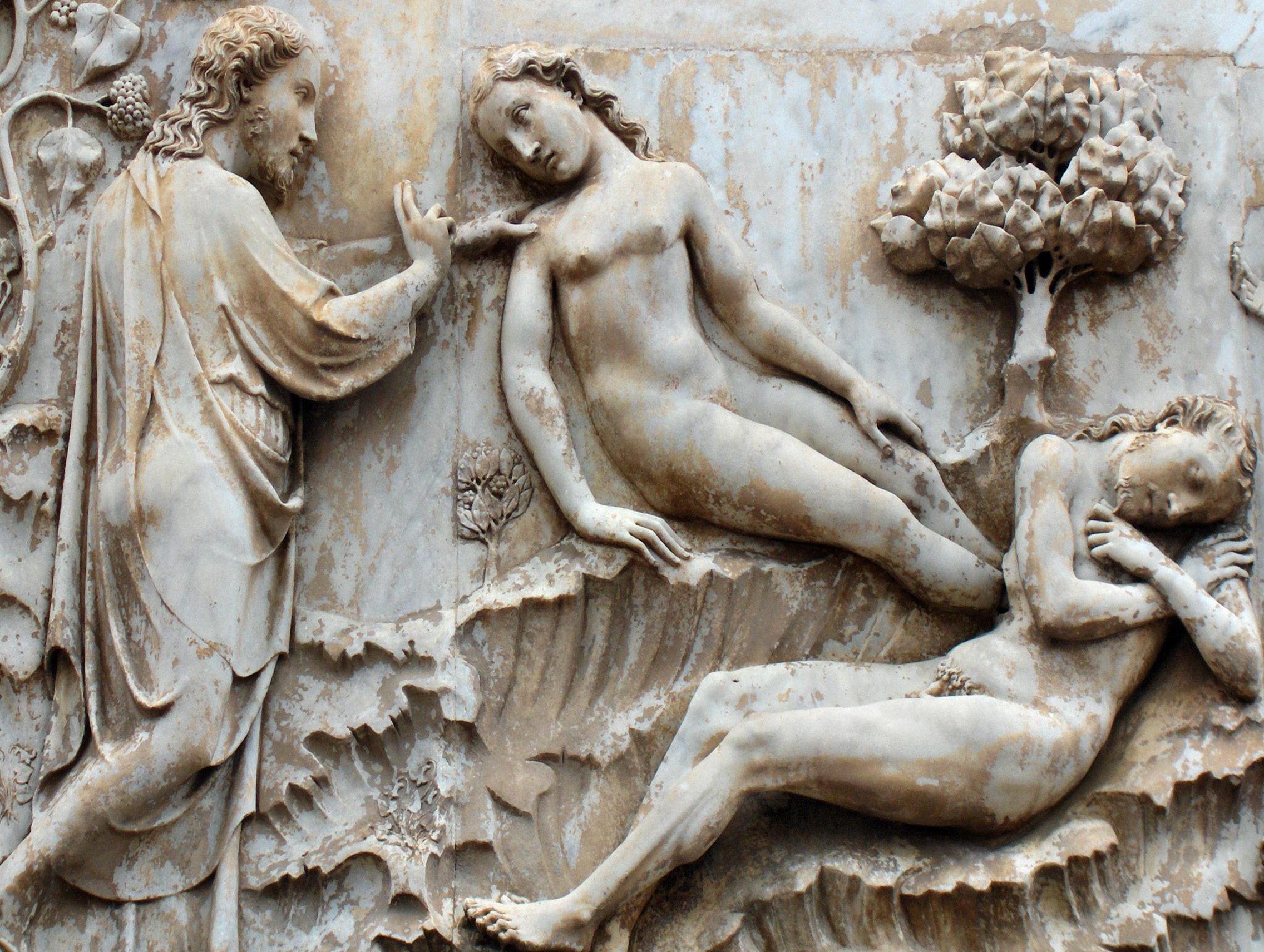
Creació d'Eva, relleu de marbre de Lorenzo Maitani a la catedral d'Orvieto, Itàlia

A Gènesi 2:18–22, la dona és creada per ser ezer ke-negdo. Ke-negdo significa "al costat, oposat, una contrapartida del mateix", i ezer significa intervenció activa en nom de l'altra persona. La dona s'anomena ishah, dona, amb una explicació que això és perquè està sotmesa a ish, que significa "home"; les dues paraules no estan de fet connectades. Més tard, un cop completada la història del Jardí, se li donarà un nom, Ḥawwāh (Eva). Això vol dir "viure" en hebreu, d'una arrel que també pot significar "serp". Una llarga tradició exegètica sosté que l'ús d'una costella per part de l'home emfatitza que tant l'home com la dona tenen la mateixa dignitat, perquè la dona va ser creada a partir del mateix material que l'home, modelada i amb vida pels mateixos processos.  Rib és un joc de paraules en sumeri, com la paraula " ti ". " significa tant "costella" com "vida".
Déu va crear Eva a partir de 'aḥat miṣṣal'otaiv (אַחַת מִצַּלְעֹתָיו , traduït tradicionalment com "una de les seves costelles". El terme pot significar corba, adversitat i costat. La lectura tradicional ha estat qüestionada recentment per teòlogues feministes que suggereixen que s'hauria de traduir com a "costat", donant suport a la idea que la dona és l'igual de l'home i no el seu subordinat. Aquesta lectura comparteix elements en comú amb la història d'Aristòfanes sobre l'origen de l'amor i la separació dels sexes al Simposi de Plató. Un suggeriment recent, basat en observacions que homes i dones tenen el mateix nombre de costelles, especula que l'os era el bàcul, una petita estructura que es troba al penis de molts mamífers, però no als humans.

### Expulsió de l'Edèn

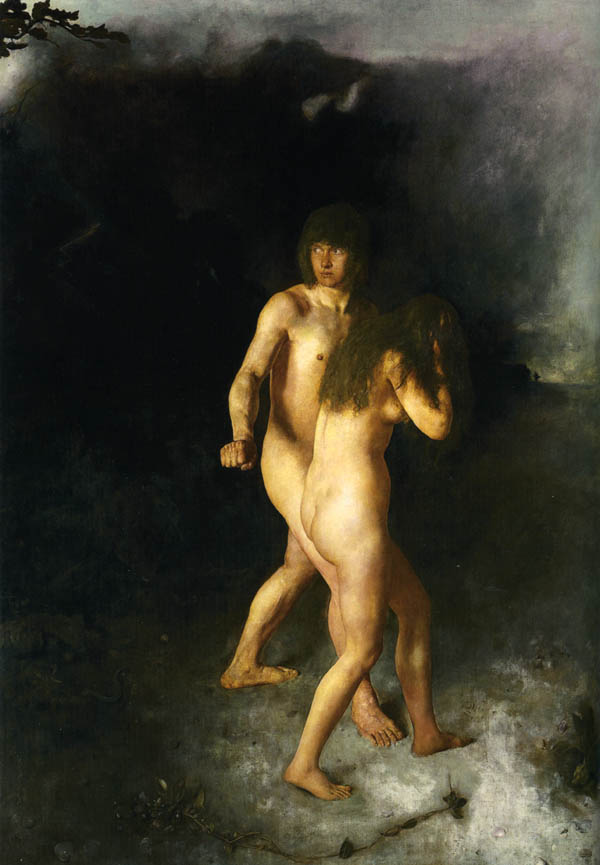
L'expulsió del paradís de Hans Heyerdahl, 1877

Eva es troba a la narració de l'expulsió de l'Edèn de Gènesi 3 que es caracteritza com una paràbola o "conte de saviesa" en la literatura sapiencial. Aquesta part narrativa s'atribueix a la tradició jahvista per la hipòtesi documental a causa de l'ús del tetragrama bíblic.
En la narració de l'expulsió de l'Edèn s'intercanvia un diàleg entre una serp i la dona (3:1-5). La serp s'identifica a 2:19 com un animal que va ser fet per Jahvè entre les bèsties del camp. La dona està disposada a parlar amb la serp i respondre al cinisme de la criatura repetint la prohibició de Jahvè de 2:17. La serp disputa directament l'ordre de Jahvè. Adam i la dona pequen (3:6–8). Jahvè interroga Adam, que culpa a la dona (3:9–13). Aleshores, Jahvè repta la dona a explicar-se, que culpa a la serp, que està maleïda per arrossegar-se sobre el seu ventre, perdent així les seves extremitats. Aleshores, es dicta el pronunciament diví de tres judicis contra tots els culpables (3:14–19). L'oracle per judicar la naturalesa del crim cau primer sobre la serp, després sobre la dona i finalment sobre Adam. Després que la serp sigui maleïda per Jahvè, la dona rep una pena que afecta dos papers principals: la maternitat i la seva relació de submissió amb el seu marit. Llavors segueix la pena d'Adam, que l'home ha de treballar i conrear la terra per menjar-se el seu menjar. També s'especula que aquesta és la primera menció de les hortalisses, encara que s'entén com a "plantes del camp". Aleshores es dicta el judici final, l'únic càstig que pateix tota la humanitat, que l'home patirà. La reacció d'Adam, el nom d'Eva i Jahvè que confecciona la història es descriuen en una narració concisa (3:20-21). El relat del jardí acaba amb una conversa d'Elohim, que determina l'expulsió de la parella i l'execució d'aquesta deliberació (3:22-24).

### Mare de la humanitat
Eva (i la dona després d'ella) és condemnada a una vida de dolor i a patir dolor en el part, així com a estar sota el poder del seu marit. Adam i Eva van tenir dos fills, Caín i Abel (Qayin i Heḇel), el primer un conreador de la terra, el segon un pastor d'ovelles. Després que Caín assassinés Abel, Eva va donar a llum un tercer fill, Seth (Šet), del qual descendeix Noè i, per tant, tota la humanitat moderna. Segons el Gènesi, Seth va néixer quan Adam tenia 130 anys anys: "un fill a la seva semblança i semblant a la seva imatge". Gènesi 5:4 afirma que Eva va tenir fills i filles més enllà de Caín, Abel i Set.

## Historicitat
Si bé una visió tradicional sostenia que el Llibre del Gènesi va ser escrit per Moisès i s'ha considerat històric i metafòric, els estudiosos moderns consideren la narrativa de la creació del Gènesi com un dels diversos mites d'origen antics.
L'anàlisi com a hipòtesi documental també suggereix que el text és el resultat de la recopilació de múltiples tradicions anteriors, explicant el que podrien ser considerades contradiccions aparents. Altres històries del mateix llibre canònic, com la narració del diluvi del Gènesi, també s'entén que tenen influències de la literatura més antiga, amb paral·lelismes a l'antiga èpica de Gilgamesh.
La poligènesi, la creença que la humanitat descendia de múltiples acoblaments en lloc d'Adam i Eva sols, va gaudir d'un cert èxit com una alternativa científica important al mite del Gènesi. Això no obstant, els desenvolupaments científics en paleontologia, biologia, genètica i altres disciplines permeten afirmar que els humans, i tots els altres éssers vius, comparteixen un avantpassat comú i van evolucionar a través dels processos naturals que es coneixen, durant milers de milions d'anys.
Aquests avantpassats comuns més recents dels humans, quan es remunten utilitzant el cromosoma Y per al llinatge masculí i l'ADN mitocondrial per al llinatge femení, s'anomenen habitualment Adam cromosòmic Y i Eva mitocondrial, respectivament. Aquests no es bifurquen d'una sola parella a la mateixa època, tot i que els noms hagin estat manllevats del Tanakh.

## Galeria

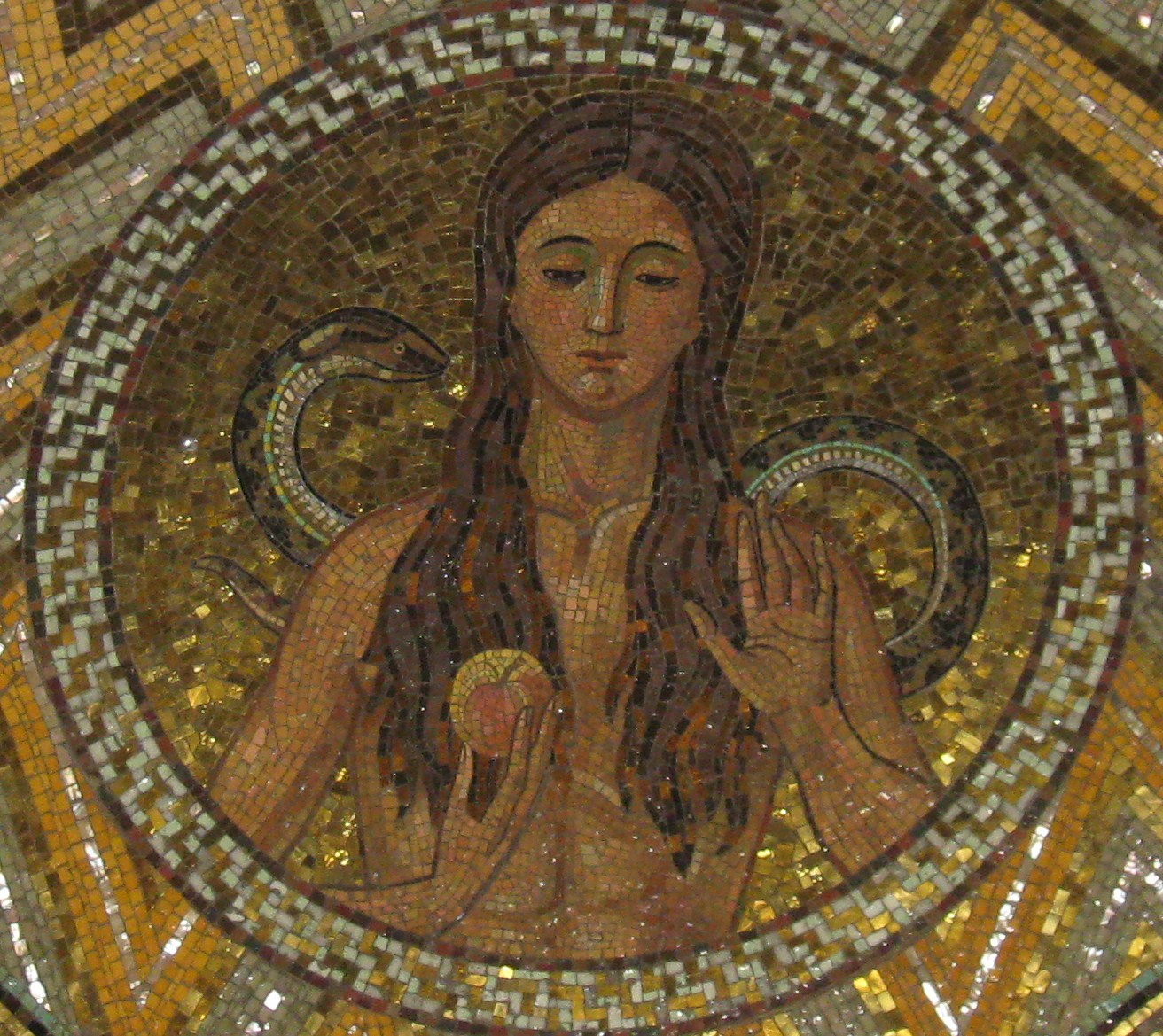
Mosaic d'Eva a l'església de Dormition, Jerusalem
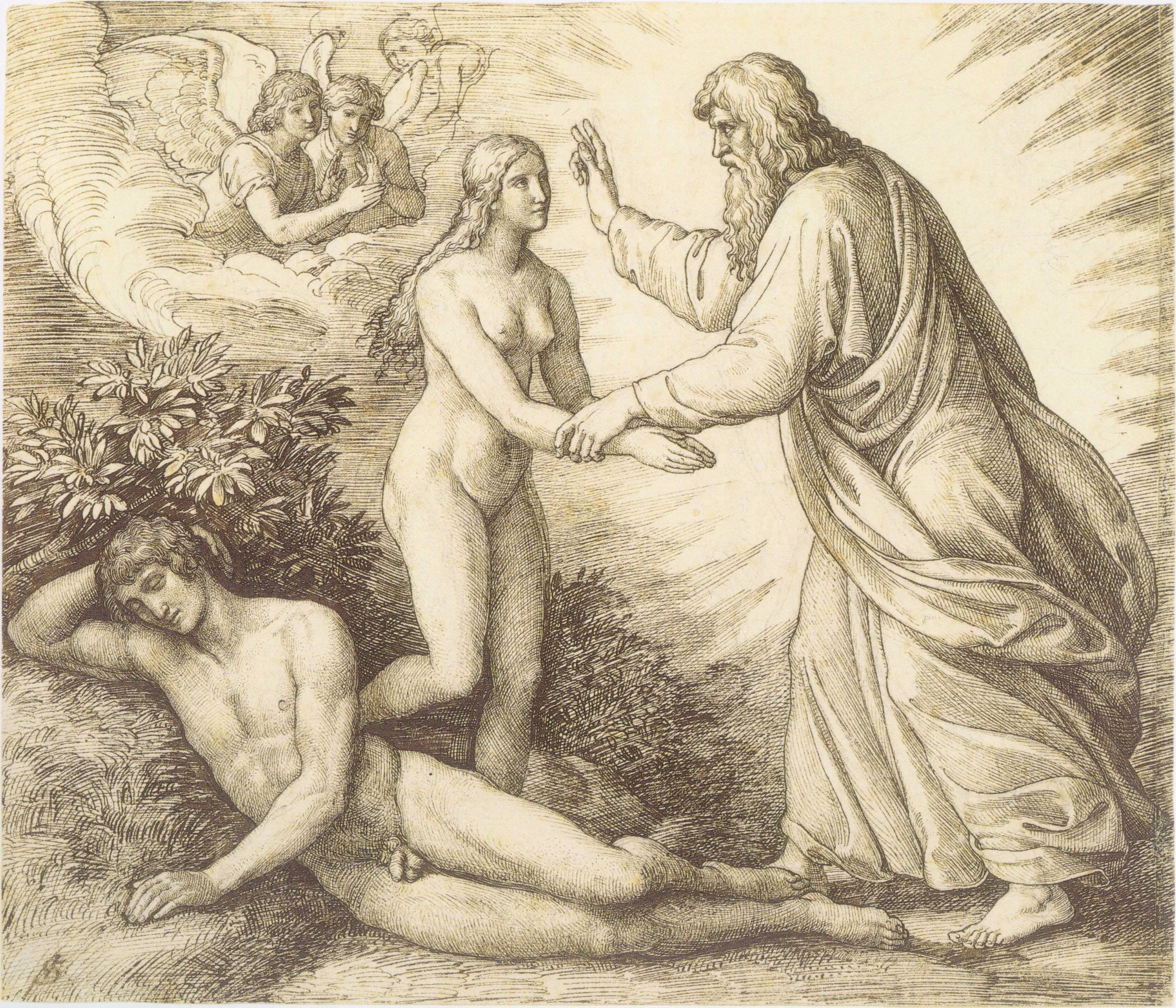
Creació d'Eva a partir d'una costella d'Adam
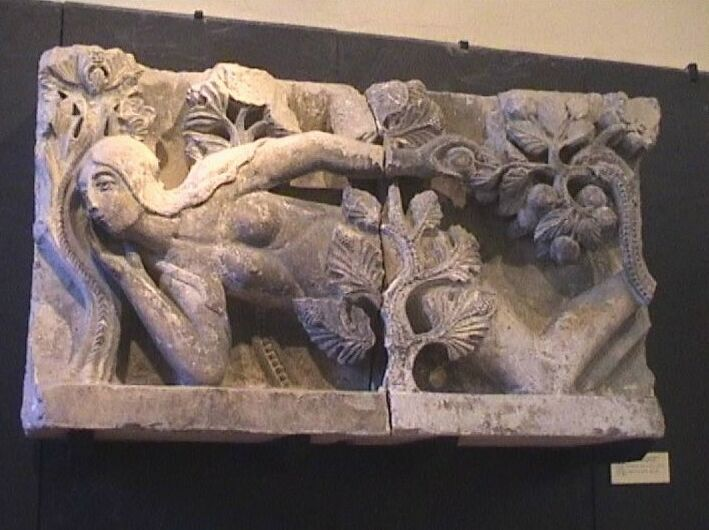
Eva a Autun, Musée Rolin, Gislebertus
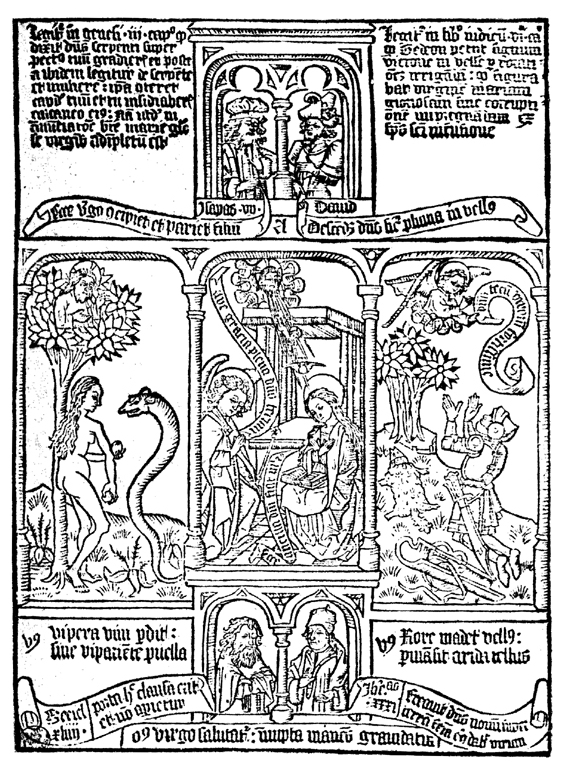
Eva i la serp a la Biblia Pauperum
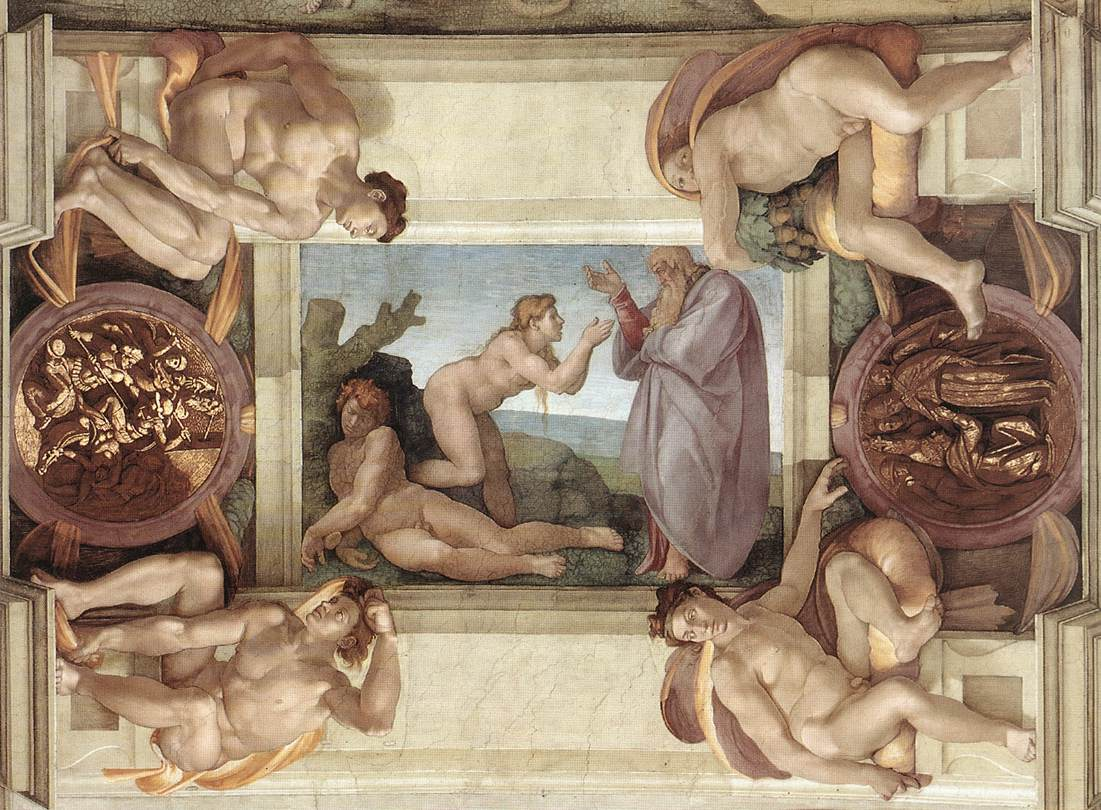
Creació d'Eva al sostre de la Capella Sixtina, Michelangelo
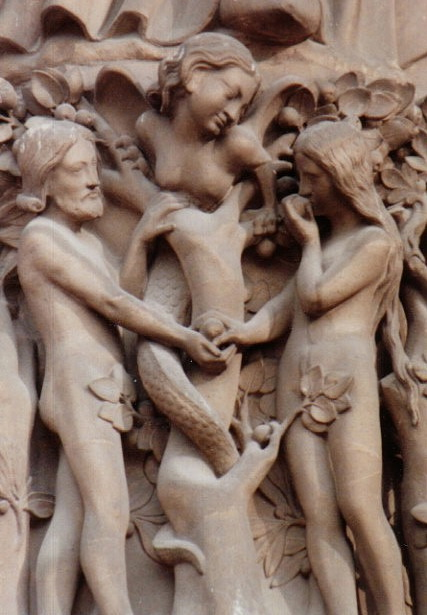
Adam, Eva i la serp representada com una dona a la Catedral de Notre Dame, Paris
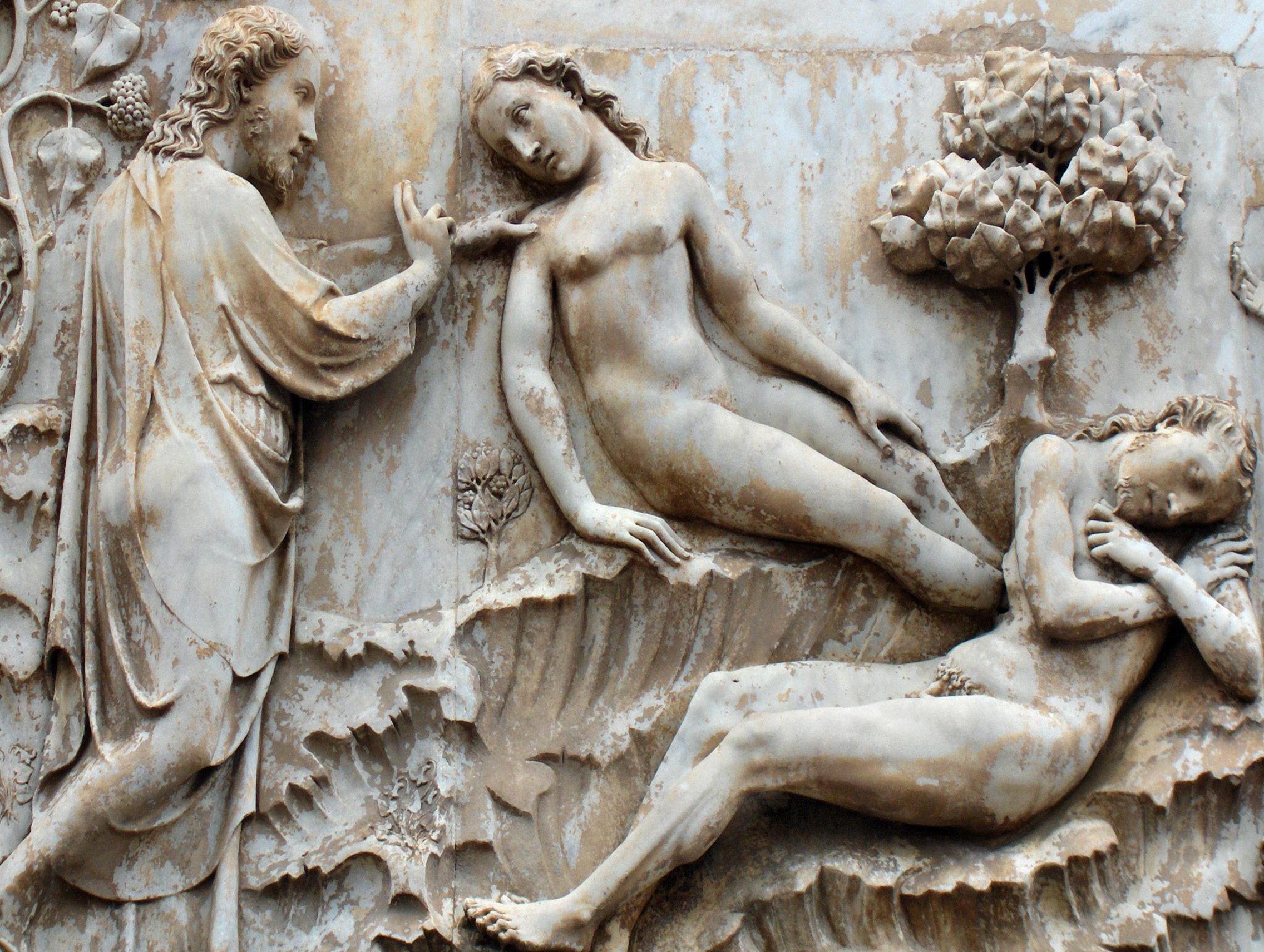
Creació d'Eva a la catedral d'Orvieto, Itàlia
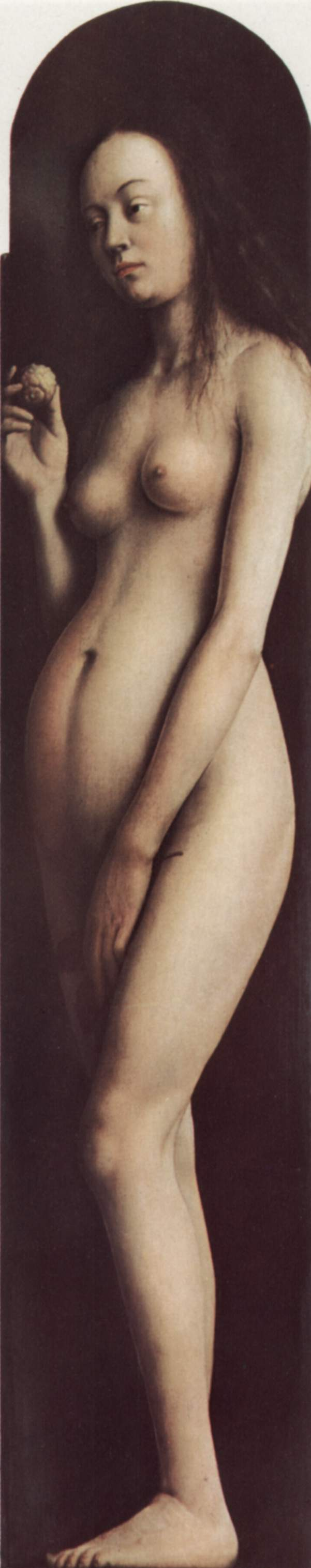
Eva, Hubert van Eyck 1426-1432
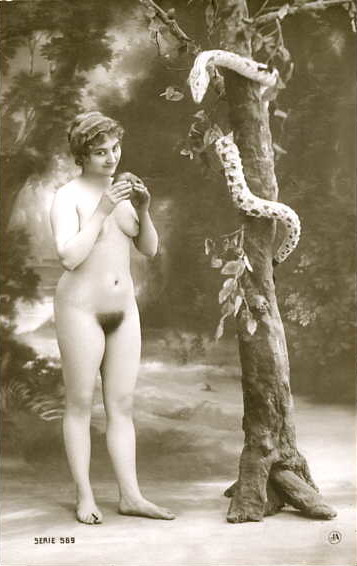
Eva i la serp segons Jean Agélou (1878-1921); antiga fotografia artística
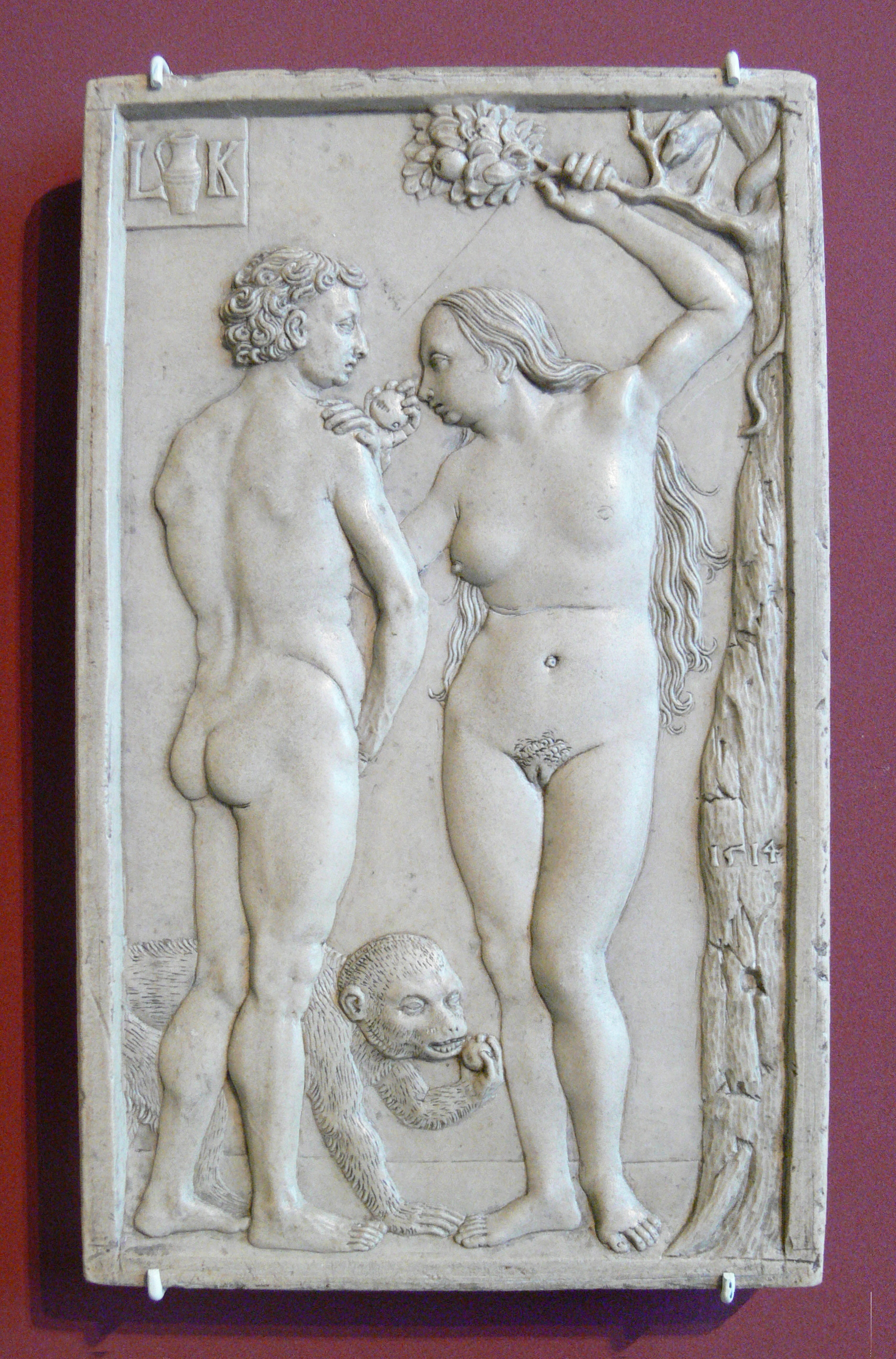
Eva i Adam segons Ludwig Krug, Nuremberg 1514
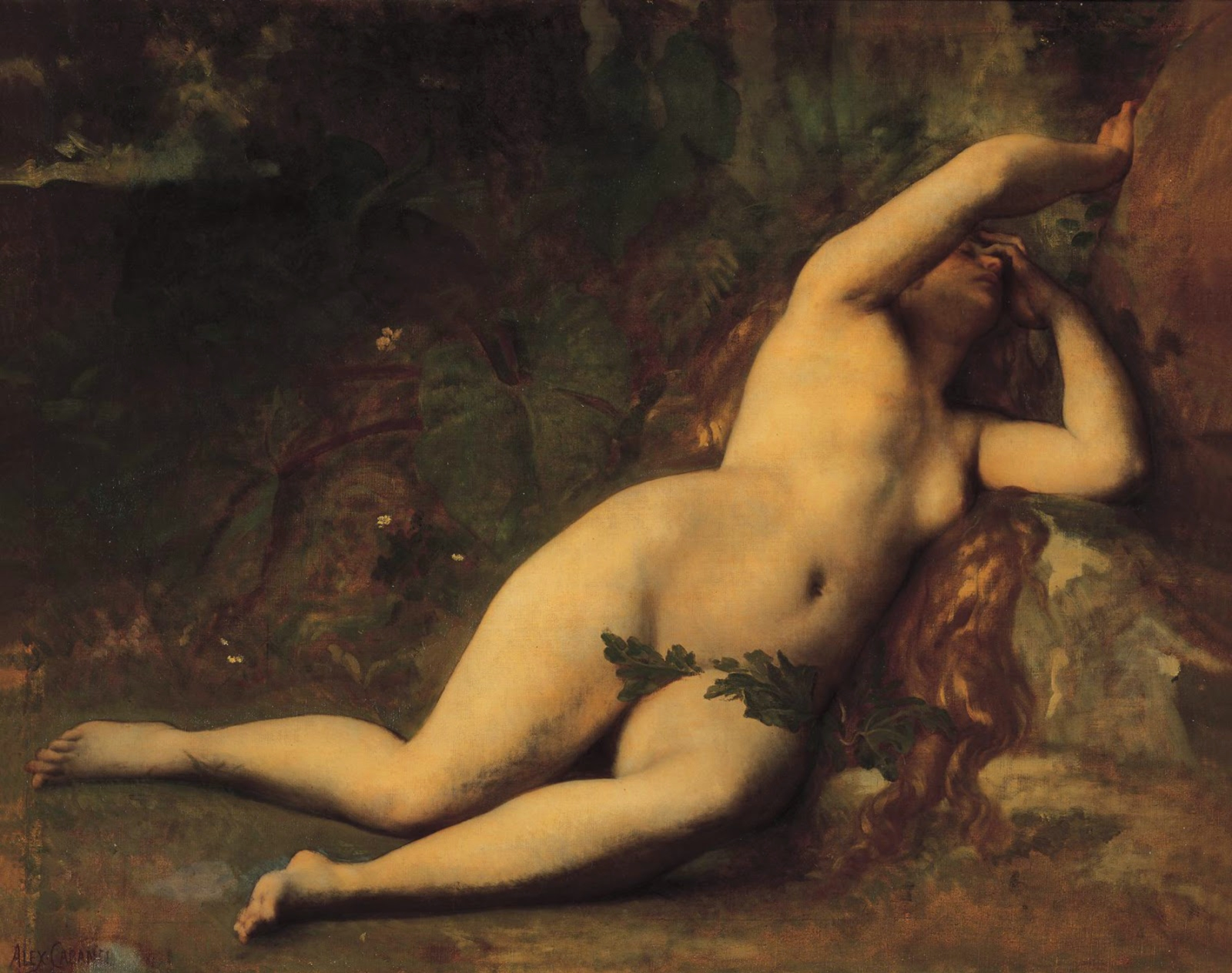
Eva després de la caiguda, Alexandre Cabanel
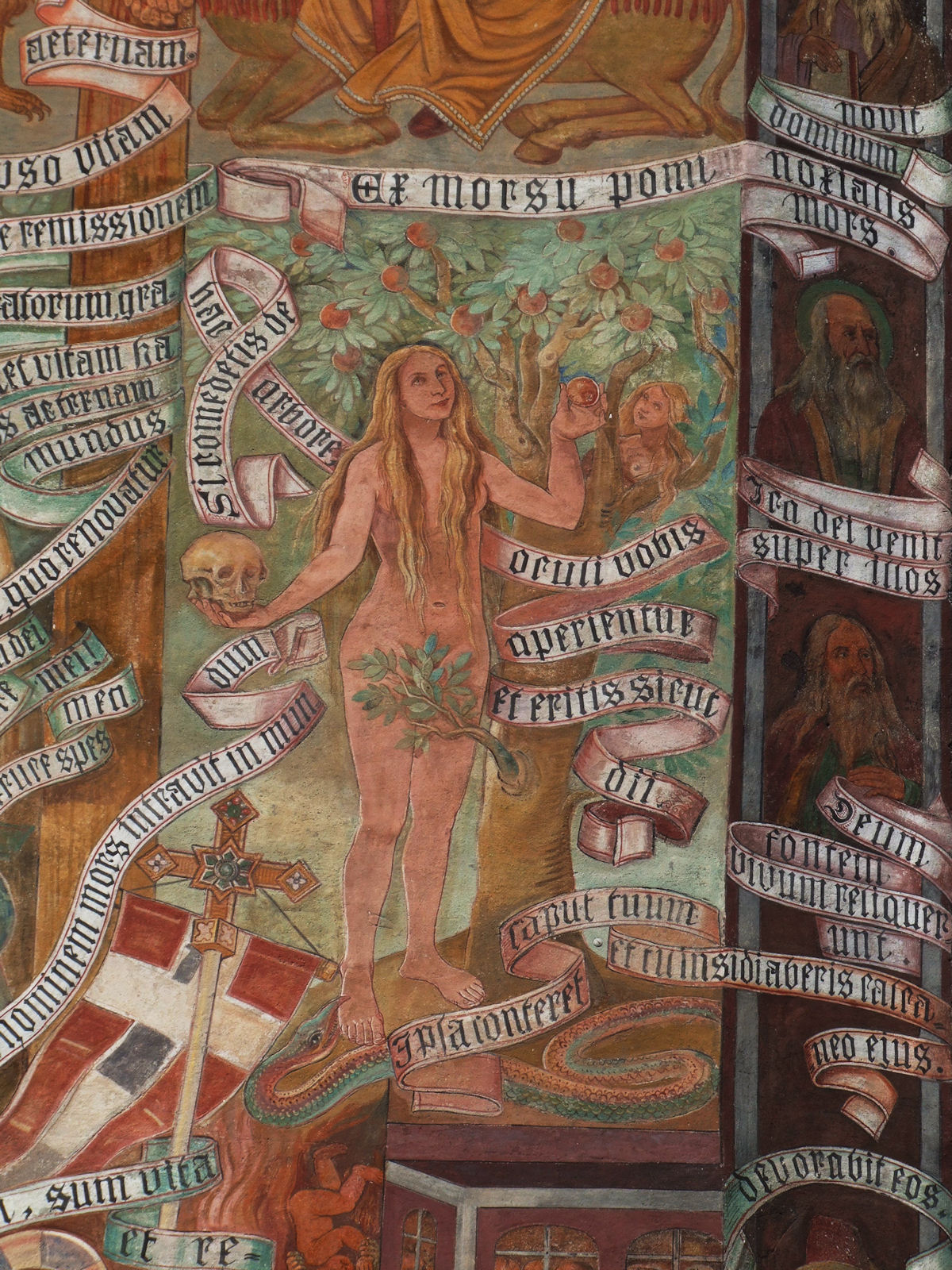
Eva a un fresc de l'església de St. Jakob a Wasserburg am Inn, Alemanya